# 립서비스 (음악 그룹)
립서비스(Lip Service)는 대한민국의 걸 그룹이다. 그러나 2016년 이후 아무런 활동이 없다가 2017년에 해체 했다.

## 음반 목록
- 리얼리티 (2014)
- 돈비싸 (2014)
- 유치뽕 (2014)
- 봄 되면 어쩌나 (2015)
- 오늘부터 사랑해 (2015, 오늘부터 사랑해 OST)
- Hello (2016)

## 수상 및 후보
- 2014년 제22회 대한민국문화연예대상 K-POP 신인상